# فوکر سی.۷
فوکر سی.۷ (انگلیسی: Fokker C.VII) یک هواپیمای ساخت فوکر است .